# Hixam al-Muàyyad bi-L·lah
Hixam II o Hixam al-Muàyyad bi-L·lah —àrab: هشام المؤيد بالله, Hixām al-Muʾayyad bi-Llāh— (966-1013) fou el tercer califa omeia de Còrdova (976-1009 i 1010-1013). Era fill d'al-Hàkam II i d'una princesa navarresa. Va succeir el seu pare l'octubre del 976 quan tenia 10 anys, i ocasió del seu nomenament com hereu li va regalar l'Arqueta d'Hixam II, que es troba a la Catedral de Girona. La facció eslava de la cort afavoria al seu oncle patern al-Mughira va fracassar puix que el pretendent fou mort per orde l'hàjib Muhàmmad al-Mansur (Almansor) que en endavant va utilitzar a Hixam II, governant en nom seu, tutela que va esdevenir definitiva el 981.
El 996, amb 30 anys, Hixam II, sota pressió de la seva mare, va intentar governar pel seu compte però no se'n va sortir. A la mort d'Almansor el 1002 el seu lloc fou ocupat pel seu fill Abd al-Malik al-Muzaffar, que igualment va reconèixer nominalment la supremacia d'Hixam però en la pràctica va exercir tot el poder. El califa estava dedicat principalment als afers religiosos incloent una col·lecció de relíquies, i als seus plaers. Abd al-Malik al-Muzaffar preparava una expedició contra Castella, quan va morir d'una malaltia de pit a la vora del Guadimellato o Wadi Armilat prop de Còrdova (20 d'octubre del 1008); els rumors deien que havia estat enverinat pel seu germanastre Abd-ar-Rahman Sanjul que el va succeir com a hàjib amb el làqab d'an-Nàssir; va obligar el califa Hixam a atorgar-li el nomenament i el títol d'al-Mamun i es va considerar oncle del califa (oncle matern, ja que les dues mares eren basques; Sanxuelo era per la seva mare el net de Garcia Sanxes II de Pamplona, el rei de Pamplona) i finalment es va fer declarar hereu (novembre del 1008).

## La Guerra civil i segon regnat
La transferència del califat dels omeies als amirites va trobar forta oposició i va començar el període anomenat la fitna (agitació) que havia de durar 20 anys. L'hivern del 1008-1009, contra tota lògica, va decidir sortir en expedició contra el regne de Lleó, i llavors l'oposició es va organitzar i va esclatar una revolta, instigada per Muhàmmad ibn Hixam ibn Abd-al-Jabbar (després conegut com al-Mahdí), oncle del califa Hixam II, i amb suport del grup conegut com els meruanesos o marwanesos mentre el partit dels esclavons (eslaus) donava suport a Sanxuelo. Els rebels es van apoderar del Ksar (Palau fortalesa) i van obligar Hixam II a abdicar proclamant califa a Muhàmmad II ibn Hixam amb el títol d'al-Mahdí (finals del 1008 o principis del 1009). La primera preocupació d'aquest fou saquejar la residència dels amírides (la família d'Almansor) a Madinat al-Zahra. Sanxuelo encara disposava de l'exèrcit i va trigar temps a decidir què feia. Finalment va decidir retornar a la capital per recuperar el poder, però de camí les seves forces el van abandonar i fou capturat prop de la ciutat per emissaris del nou califa, que el van matar el 3 de març del 1009.
Al-Mahdi va fer circular el rumor de la mort d'Hixam II (coneguda com la "primera mort") però quan fou atacat a Còrdova pels amazics dirigits per Sulayman ibn al-Hakam, va presentar al califa viu i el va restaurar amb l'esperança d'obtenir suport popular. No va servir de res i Sulayman va ocupar Còrdova i fou proclamat califa com Sulayman al-Mustaín. Muhammad al-Mahdí que havia fugit a Toledo, va retornar amb les forces del governador d'aquesta ciutat, Wàdih, i un contingent cristià, i va recuperar el poder. Sulayman va fugir i Hixam fou el primer a fer el jurament de lleialtat al Mahdi. Sulayman va reagrupar als seus partidaris i va assetjar Còrdova. Sota la pressió dels assetjants amazics Wàdih va decidir detenir al-Mahdí i proclamar Hixam II, que va rebre el jurament de lleialtat (juliol de 1010). Al-Mahdi va comparèixer davant Hixam II abans de ser executat. El govern va quedar en mans de Wàdih com a hàjib. Sulayman va continuar el setge que va durar fins al 1013, ja que no acceptava a Hixam com a califa. El maig de 1013 Wàdih va intentar fugir i va morir i Còrdova es va rendir el dia 10. Els amazics van entrar a la ciutat i la van saquejar. Al cap de pocs dies Hixam II fou mort per un fill de Sulayman (maig del 1013) en l'anomenada «segona mort» (encara morirà una tercera vegada quan després de fingir que era viu la seva mort fou reconeguda oficialment el 1059).

## El «tercer regnat» del fals Hixam II
La «segona mort» de Hixam, no significà la desaparició de la seva figura com a califa de l'escena política andalusí. Malgrat que sembla evident que la seva segona mort fou la definitiva, es va produir un inesperat «tercer regnat» i una «tercera mort»: el poderós emir abbadita de Sevilla, Abu-l-Qàssim Muhàmmad ibn Abbad, entronitzà Jàfar, un estorer d'un poblet sevillà, de gran semblança física amb Hixam, com si fos el mateix califa, que suposadament no hauria mort i que hauria retornat després d'haver fugit i haver estar amagat durant molts anys.
Hem d'entendre la rocambolesca maniobra política d'Ibn Abbad dins el context en què es trobaven els emirs de les taifes del segle xi. Després de tres segles de govern omeia, la deposició del darrer califa d'aquesta dinastia, Hixam III, l'any 1031, portà una crisi de lideratge polític i religiós, i de legitimitat, als prínceps dels diferents emirats (taifes) en què s'havia fragmentat el califat. Els omeies, emparentats amb el profeta Mahoma, tenien gran prestigi entre la comunitat i eren garants de la seva unitat (umma). S'hi afegia l'amenaça de la dinastia hammudita, emparentada també amb el profeta, i que pretenia reunificar el califat i ja controlava parts del territori andalusí. Amb el seu fals califa Hixam II titella, Ibn Abbad aconseguí legitimitat per al seu principat i esdevenir el líder més destacat de les diferents taifes andalusines.
Els abbadites van mantenir el fals Hixam II al tron durant més de 25 anys, fins que al-Mútadid, segon emir de la dinastia, anuncià la seva mort en el 451AH (entre 17 de febrer de 1059 i 5 de febrer de 1060). Les seves monedes continuaren esmentant Hixam II fins a la seva pròpia mort el 1068/1069.

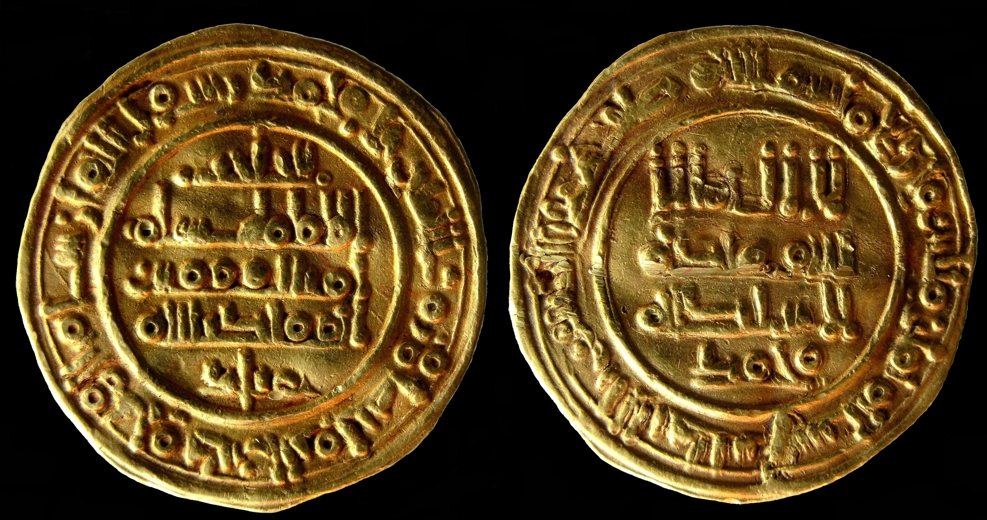
Dinar d'al-Mútadid del 438AH citant el fals Hixam II. Col·lecció Tonegawa (http://www.andalustonegawa.50g.com/Taifas/Sevilla/IMG_0065.JPG)